# Pruneni, Buzău
Pruneni (în trecut, Clociți) este un sat în comuna Zărnești din județul Buzău, Muntenia, România. Se află în valea Câlnăului, în Subcarpații de Curbură.